# Liste der Wappen im Landkreis Böblingen
Diese Liste enthält alle in der Wikipedia gelisteten Wappen des Landkreises Böblingen in Baden-Württemberg, inklusive historischer Wappen. Fast alle Städte, Gemeinden und Kreise in Baden-Württemberg führen ein Wappen. Sie sind über die Navigationsleiste am Ende der Seite erreichbar.

## Landkreis Böblingen

Wappen des Landkreises Böblingen[1]
Der Landkreis Böblingen in Baden-Württemberg

## Städtewappen im Landkreis Böblingen

Böblingen[2]
Herrenberg[3]
Holzgerlingen[4]
Leonberg[5]
Renningen[6]
Rutesheim[7]
Sindelfingen[8]
Waldenbuch[9]
Weil der Stadt[10]

## Gemeindewappen im Landkreis Böblingen

Aidlingen[11]
Altdorf[12]
Bondorf[13]
Deckenpfronn[14]
Ehningen[15]
Grafenau[16]
Gärtringen[17]
Gäufelden[18]
Hildrizhausen[19]
Jettingen[20]
Magstadt[21]
Mötzingen[22]
Nufringen[23]
Schönaich[24]
Steinenbronn[25]
Weil im Schönbuch[26]
Weissach[27]

## Ehemalige Gemeindewappen

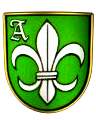
Affstätt
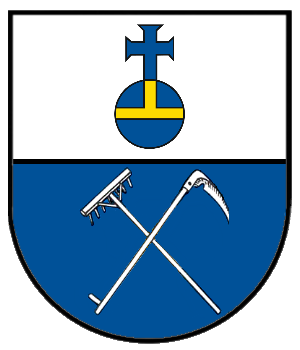
Aidlingen
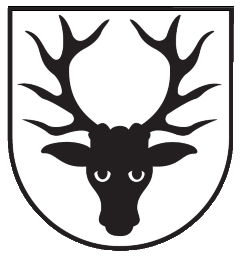
Breitenstein
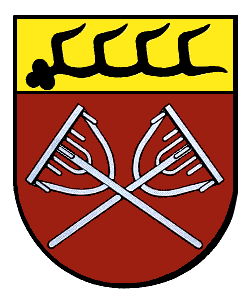
Dachtel
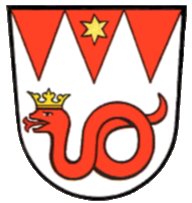
Dagersheim
Darmsheim[33]
Dätzingen[34]
Deufringen[35]
Döffingen[36]
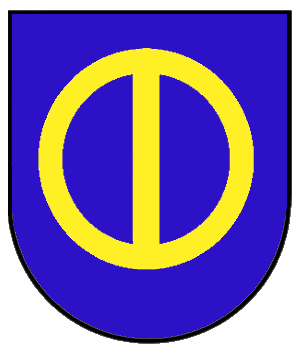
Eltingen
Flacht[38]
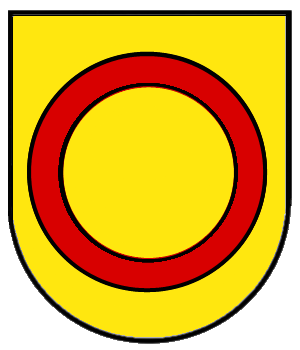
Gebersheim
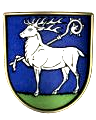
Gültstein
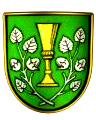
Haslach
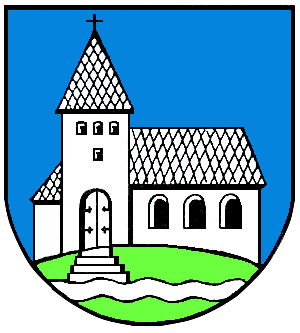
Hausen an der Würm
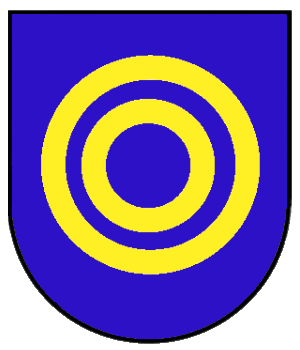
Höfingen
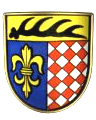
Kayh
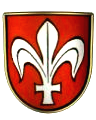
Kuppingen
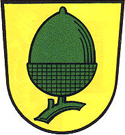
Maichingen
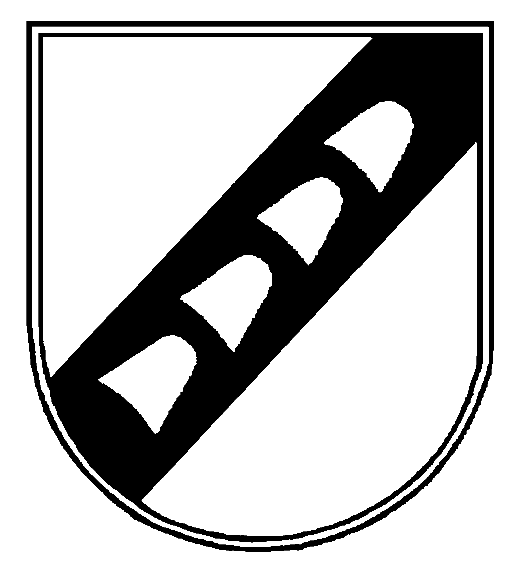
Malmsheim
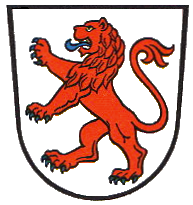
Merklingen
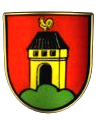
Mönchberg
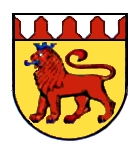
Münklingen
Nebringen[51]
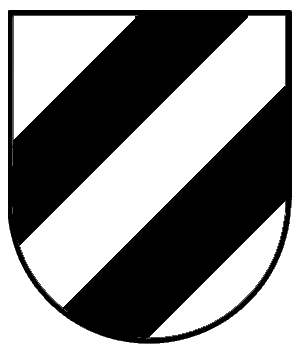
Neuweiler
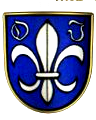
Oberjesingen
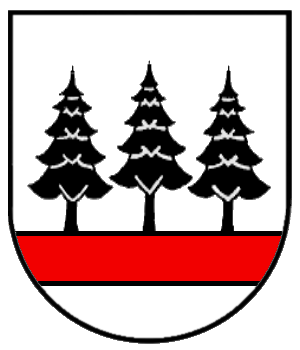
Oberjettingen
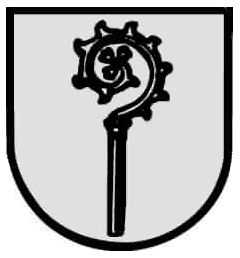
Öschelbronn
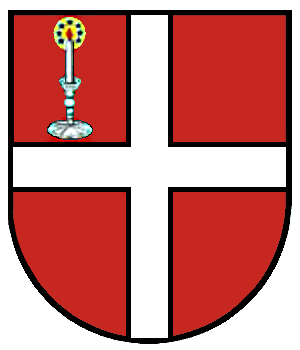
Perouse
Rohrau[57]
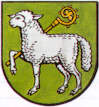
Schafhausen
Tailfingen[59]
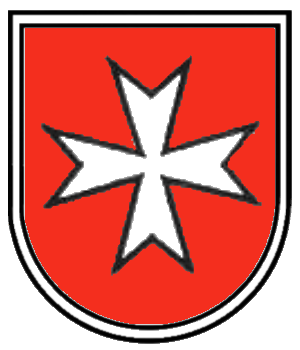
Unterjettingen
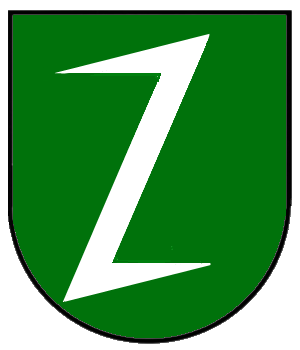
Warmbronn
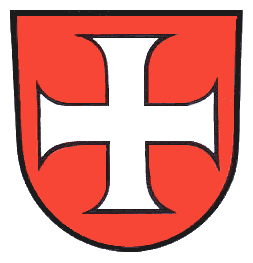
Weissach

## Blasonierungen
1. ↑  Landkreis Böblingen: In Gold (Gelb) unter einer liegenden schwarzen Hirschstange eine dreilatzige rote Fahne mit drei schwarzen Ringen.
2. ↑  Böblingen: In Gold eine dreilatzige rote Fahne an drei roten Trageringen.
3. ↑  Herrenberg: In Rot eine dreilatzige goldene Fahne an drei goldenen Trageringen.
4. ↑  Holzgerlingen: In Rot eine silberne Lilie.
5. ↑  Leonberg: In Gold ein rotbewehrter und rotbezungter schwarzer Löwe.
6. ↑  Renningen: In Gold zwei schräggekreuzte schwarze Schlüssel (Bärte nach oben, abgewendet), darüber der schwarze Großbuchstabe R.
7. ↑  Rutesheim: In Gold ein grünes Rutenbündel.
8. ↑  Sindelfingen: In Silber drei liegende schwarze Hirschstangen übereinander, darunter ein schwarzes Kreuz.
9. ↑  Waldenbuch: In Silber eine bewurzelte grüne Buche, deren Stamm mit einer liegenden schwarzen Hirschstange beheftet ist.
10. ↑  Weil der Stadt: In geteiltem Schild oben in Gold der rot bewehrte und rot bezungte schwarze Reichsadler, unten in Rot gespalten, vorne ein blauer Schräglinksbalken, belegt mit den goldenen Großbuchstaben SPQR, hinten zwei schräg gekreuztein goldene Schlüssel, deren Bärte nach oben und außen gerichtet sind.
11. ↑  Aidlingen: In Silber ein blauer Reichsapfel (Fleckenzeichen) mit goldenem Beschläg und blauem Kreuz mit Tatzenenden.
12. ↑  Altdorf: Über schwarzem Schildfuß, darin ein wurmartig gekrümmtes silbernes Wellenband, in Gold ein rotbezungter schwarzer Wolfsrumpf.
13. ↑  Bondorf: In Silber auf den Kuppen eines roten Dreibergs drei grüne Ähren (Dinkel).
14. ↑  Deckenpfronn: Unter goldenem Schildhaupt, darin ein linkshin liegender grüner Tannenzweig, in Grün ein aus dem Unterrand emporkommender, nach links gekehrter goldener Abtsstab zwischen zwei abgeschnittenen goldenen Ähren.
15. ↑  Ehningen: In Blau ein goldener Entenfuß, der einen roten Apfel umkrallt.
16. ↑  Grafenau: In Rot unter zwei schräg gekreuzteinen goldenen Heuliechern ein silbernes Johanniterkreuz.
17. ↑  Gärtringen: In gespaltenem Schild vorne in Rot ein nach links gekehrter goldener Adlerfang, hinten in Gold ein roter Kelch.
18. ↑  Gäufelden: In gespaltenem Schild vorne in Silber ein schwarzer Abtsstab, hinten in Rot ein silberner Kelch.
19. ↑  Hildrizhausen: In Silber auf grünem Boden, der mit einem silbernen Pflugmesser (Sech) belegt ist, ein rotes Haus.
20. ↑  Jettingen: In geteiltem Schild oben in Silber drei aus der Teilung wachsende schwarze Tannen nebeneinander, unten in Rot ein silbernes Johanniterkreuz.
21. ↑  Magstadt: In Silber über grünem Dreiberg der grüne Großbuchstabe M, darüber das grüne Fleckenzeichen in Form des umgekehrten Buchstabens S.
22. ↑  Mötzingen: In Blau ein silberner Kelch.
23. ↑  Nufringen: In Rot eine goldene Hafte (Kesselrinken).
24. ↑  Schönaich: In Gold auf grünem Boden eine grüne Eiche mit natürlichem Stamm und natürlichen Eicheln.
25. ↑  Steinenbronn: In Gold unter drei liegenden schwarzen Hirschstangen zwei schräggekreuzte schwarze Doppelhaken.
26. ↑  Weil im Schönbuch: In Silber auf grünem Hügel zwei grüne Buchen, alles überdeckt durch einen springenden roten Hirsch mit goldenem Geweih.
27. ↑  Weissach: In durch einen silbernen (weißen) Schräglinksfaden geteiltem Schild vorne in Rot ein silbernes Kreuz mit Tatzenenden, hinten in Blau ein goldener Entenfuß.
28. ↑  Affstätt: In Grün eine silberne Lilie, oben rechts der silberne Großbuchstabe A.
29. ↑  Aidlingen (altes Wappen): In geteiltem Schild oben in Silber ein blauer Reichsapfel mit goldenem Reif und goldenem Kreuz, unten in Blau eine silberne Sense und ein silberner Rechen schräggekreuzt.
30. ↑  Breitenstein: In Silber ein schwarzer Hirschkopf.
31. ↑  Dachtel: Unter goldenem Schildhaupt, darin eine liegende schwarze Hirschstange, in Rot zwei schräggekreuzte silberne Rechen.
32. ↑  Dagersheim: In Silber drei rote gestürzte Spitzen, die mittlere belegt mit einem sechsstrahligen goldenen Stern, darunter eine gewundene, golden gekrönte rote Schlange.
33. ↑  Darmsheim: In Blau zwei schräggekreuzte goldene Glevenstäbe.
34. ↑  Dätzingen: Unter silbernem Schildhaupt, darin eine liegende schwarze Hirschstange, in Rot ein silbernes Johanniterkreuz.
35. ↑  Deufringen: Von Silber und Schwarz schräglinks geteilt, oben nach der Teilung ein golden bewehrter schwarzer Adler mit goldenen Kleestengeln.
36. ↑  Döffingen: In Gold zwei gekreuzte rote Fähnchen an roten Stöcken.
37. ↑  Eltingen: In Blau ein goldener Ring mit pfahlweis gestellter goldener Leiste.
38. ↑  Flacht: In Blau ein goldener Entenfuß.
39. ↑  Gebersheim: In Gold ein roter Ring.
40. ↑  Gültstein: In Blau auf grünem Boden ein schreitender silberner Hirsch, mit dem erhobenen rechten Vorderlauf einen silbernen Abtsstab schulternd.
41. ↑  Haslach: In Grün ein goldener Kelch zwischen zwei unten schräggekreuzten silbernen Haselnußzweigen.
42. ↑  Hausen an der Würm: In Blau auf grünem Hügel, belegt mit einem silbernen Wellenbalken, eine silberne Kirche mit rechtshin stehendem spitzbedachtem Turm und schwarzen Dächern; vom Wellenbalken aus führt eine silberne Treppe zur Kirchentür am Fuße des Turms.
43. ↑  Höfingen: In Blau zwei konzentrische goldene Kreise.
44. ↑  Kayh: Unter goldenem, mit einer liegenden vierendigen schwarzen Hirschstange belegten Schildhaupt gespalten, vorne in Blau eine goldene Lilie, hinten von Rot und Silber schräg geschacht.
45. ↑  Kuppingen: In Rot eine silberne Lilie, die unten kreuzförmig ausläuft.
46. ↑  Maichingen: In Gold eine aufrechte grüne Eichel mit grünem Stiel.
47. ↑  Malmsheim: In Silber ein schwarzer Schräglinksbalken, belegt mit vier silbernen Eisenhüten.
48. ↑  Merklingen: In Silber ein blau bewehrter, blau gezungter roter Löwe.
49. ↑  Mönchberg: In Rot auf grünem Dreiberg ein goldener Turm mit schwarzem Dach und goldenem Turmhahn.
50. ↑  Münklingen: Unter einem von Silber und Rot im Eisenhutschnitt geteilten Schildhaupt in Gold ein stehender, blau bezungter und blau gekrönter roter Löwe.
51. ↑  Nebringen: In Silber ein roter Dreiberg, aus dem drei rote Ähren nach schräglinks und an schwarzem Pfahl eine grüne Hopfenstaude nach schrägrechts wachsen.
52. ↑  Neuweiler: In Silber zwei schwarze Schräglinksbalken.
53. ↑  Oberjesingen: In Blau eine silberne Lilie, oben beseitet von den silbernen Großbuchstaben O und J in Fraktur.
54. ↑  Oberjettingen: Auf einem von Rot und Silber geteilten Schildfuß in Silber drei schwarze Tannen nebeneinander.
55. ↑  Öschelbronn: In Silber ein aus dem Unterrand wachsender schwarzer Abtsstab.
56. ↑  Perouse: In Rot ein silbernes Kreuz, im heraldisch rechten Obereck ein silberner Leuchter mit brennender Kerze.
57. ↑  Rohrau: In Rot ein goldener Schalenbrunnen mit geteiltem silbernem Wasserstrahl, rechts oben eine goldene Rose.
58. ↑  Schafhausen: In Grün ein schreitendes silbernes Schaf, mit dem erhobenen rechten Vorderlauf einen goldenen Abtsstab schulternd.
59. ↑  Tailfingen: In gespaltenem Schild vorne in Gold ein roter Doppelhaken, hinten in Rot ein goldener Kelch.
60. ↑  Unterjettingen: In silberbordiertem rotem Schild ein silbernes Johanniterkreuz.
61. ↑  Warmbronn: In Grün ein silberner Doppelhaken (Wolfseisen).
62. ↑  Weissach (altes Wappen): In Rot ein silbernes Kreuz mit Tatzenenden.